# Tamms
Tamms – wioska w USA, w stanie Illinois, w hrabstwie Alexander. Według spisu z 2000 roku wioskę zamieszkuje 724 osób.

## Geografia
Wioskę zajmuje powierzchnię 6,1 km², całość stanowi ląd.

## Demografia
Według spisu z 2000 roku wioskę zamieszkuje 724 osób skupionych w 279 gospodarstwach domowych, tworzących 191 rodzin. Gęstość zaludnienia wynosi 119,5 osoby/km². W wiosce znajdują się 316 budynki mieszkalne, a ich gęstość występowania wynosi 52,1 mieszkania/km². Wioskę zamieszkuje 74,72% ludności białej, 23,62% ludności stanowią Afroamerykanie, 0,14% stanowią rdzenni Amerykanie, 0,14% Azjatów, 0,14% ludności innych ras, 1,24% ludności wywodzącej się z dwóch lub więcej ras. Hiszpanie lub Latynosi stanowią 1,66% populacji.
W wiosce są 279 gospodarstwa domowe, w których 33,7% stanowią dzieci poniżej 18 roku życia żyjących z rodzicami, 46,2% stanowią małżeństwa, 19% stanowią kobiety nie posiadające męża oraz 31,2% stanowią osoby samotne. 30,5% wszystkich gospodarstw domowych składa się z jednej osoby oraz 17,2% żyjących samotnie ma powyżej 65 roku życia. Średnia wielkość gospodarstwa domowego wynosi 2,49 osoby, natomiast rodziny 3,1 osoby. 
Przedział wiekowy kształtuje się następująco: 29,3% stanowią osoby poniżej 18 roku życia, 6,9% stanowią osoby pomiędzy 18 a 24 rokiem życia, 23,9% stanowią osoby pomiędzy 25 a 44 rokiem życia, 20,4% stanowią osoby pomiędzy 45 a 64 rokiem życia oraz 19,5% stanowią osoby powyżej 65 roku życia.   Średni wiek wynosi 38 lat. Na każde 100 kobiet przypada 84,2 mężczyzn. Na każde 100 kobiet powyżej 18 roku życia przypada 80,3 mężczyzn.
Średni dochód dla gospodarstwa domowego wynosi 19 511 dolarów, a dla rodziny wynosi 28 214 dolarów. Dochody mężczyzn wynoszą średnio 32 500 dolarów, a kobiet 17 500 dolarów. Średni dochód na osobę w mieście wynosi 11 131 dolarów. Około 24,7% rodzin i 30,8% populacji miasta żyje poniżej minimum socjalnego, z czego 42,1% jest poniżej 18 roku życia i 16,8% powyżej 65 roku życia.